# Kaunas
Kaunas (/ˈkɐʊˑnɐs/, en polonais : Kowno, en allemand : Kauen) est la deuxième ville de Lituanie et le plus important port fluvial des pays baltes, sur le Niémen. Elle est aussi la capitale administrative de l'apskritis de Kaunas et a été la capitale de Lituanie de 1920 à 1940. Sa population s'élevait à 298 753 habitants en 2021.
« Kaunas, ville moderniste : une architecture de l’optimisme, 1919-1939 » est inscrite sur la liste du patrimoine mondial par l'UNESCO dans la catégorie patrimoine culturel.

## Histoire

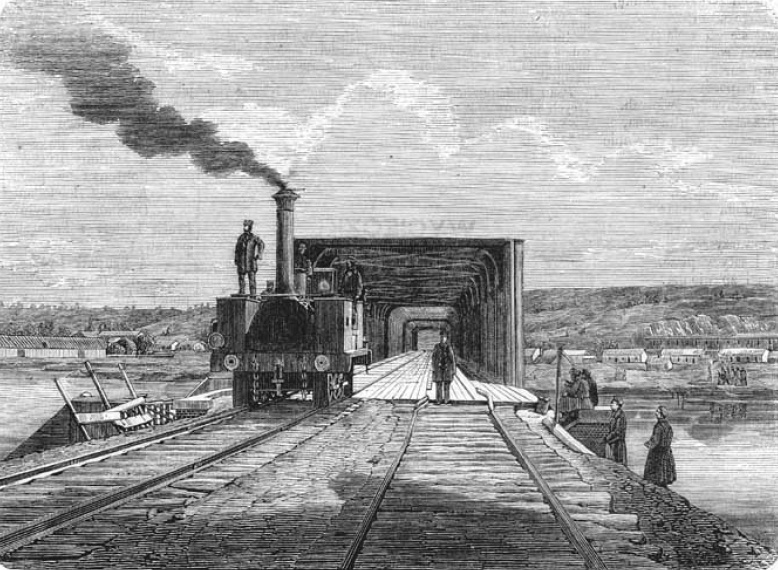
Pont du chemin de fer sur le Niémen à Kaunas, 1864.

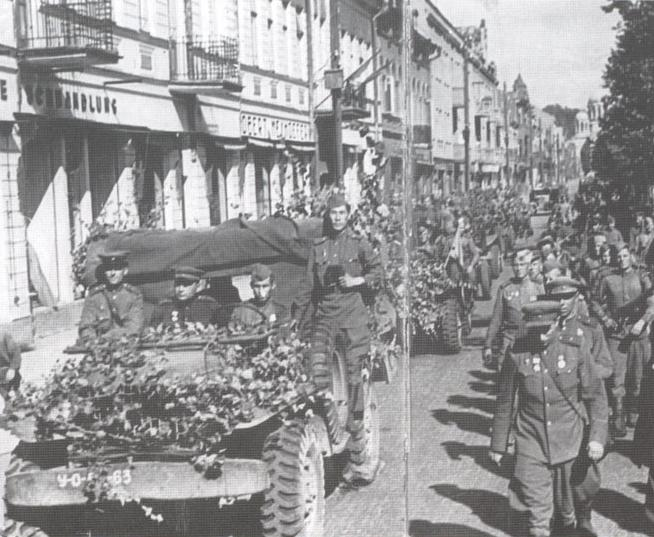
Colonne de véhicules et de soldats de l'Armée rouge, dans l'Avenue de la Liberté à Kaunas, lors de la Seconde Guerre mondiale

Kaunas est nommée « Cavm » sur la Carta Marina de 1539.

Fondée avant l’an 1000 apr. J.-C., cette ville fut fortifiée par les Lituaniens aux XIIIe et XIVe siècles pour résister aux chevaliers teutoniques. La ville devint polonaise à la fin du XVIe siècle et fut acquise par les Russes après la troisième partition de la Pologne, en 1795. En juin 1812, la "Grande Armée" de Napoléon entra en Russie à Kaunas (Kowno) et y fit étape avant de poursuivre vers Moscou. En 1842 la ville devient la capitale du nouveau gouvernement de Kowno.
Entre 1915 et 1918, elle fut le siège de l’administration d’occupation allemande, le Oberbefehlshaber der gesamten Deutschen Streitkräfte im Osten.
De 1920 à 1940, elle fut capitale de la Lituanie indépendante, alors que Vilnius était en Pologne. Elle fut annexée par l’Union soviétique, en vertu du pacte germano-soviétique de 1939, puis occupée par les Allemands entre 1941 et 1944 qui l’abandonnèrent à l’arrivée de l’Armée rouge à la fin de la Seconde Guerre mondiale, après avoir massacré la plupart des 37 000 Juifs du ghetto de Kovno.

### Sort des juifs à Kaunas
- Sauvetage de personnes juives via le Japon, consul du Japon Chiune Sugihara

De juillet à fin août 1940, alors que les troupes allemandes s'approchaient de la Lituanie, le consul du Japon à Kaunas, Chiune Sugihara, émit, contre les instructions de son gouvernement, des milliers de visas permettant à des milliers de personnes juives d'Allemagne, de Pologne et des pays baltes de partir au Japon via l'URSS, puis vers d'autres pays (Chine, Amérique). Le nombre total de personnes sauvées par Chiune Sugihara est estimé à environ 6 000, adultes et enfants, et, en 1985, le gouvernement d'Israel le remercia et distingua par le titre de Juste parmi les nations. L'ancien consulat du Japon et résidence de Chiune Sugihara et de sa famille ont été transformés en musée et Centre d'études asiatiques de l'Université Vytautas-Magnus.
- Ghetto de Kovno, Shoah en Lituanie

Après l'occupation soviétique consécutive au pacte Hitler-Staline, certains membres radicaux du « Yiddishland révolutionnaire », qui avaient quitté le « Bund » pour devenir communistes staliniens, ont collaboré avec le NKVD dans la « chasse aux réactionnaires », terme vague incluant des fermiers qualifiés de « koulaks », les curés, les anciens fonctionnaires de l'état lituanien, les notables. Il s'agissait pour ces communistes de « lutte des classes », mais les populations lituaniennes se mirent à considérer tous les Juifs sans distinction comme des vecteurs du stalinisme[pas clair] et constituèrent des groupes de partisans anticommunistes qui, lors de l'invasion allemande, se livrèrent à des pogroms. Lors de celui de Kaunas, 3 800 Juifs furent massacrés : le nombre exact des victimes est connu avec précision grâce au Rapport Jäger qui comptabilisa la totalité des Juifs assassinés en Lituanie.
Pendant l’occupation nazie, deux camps d’extermination y furent établis, le Septième Fort et le Neuvième Fort, vers lequel le 73e convoi de déportation des Juifs de France fut envoyé, le 15 mai 1944 : 878 déportés dont les deux tiers furent dirigés vers l’Estonie et dont seulement 22 étaient encore en vie en 1945. C’est aussi au Neuvième fort et dans les forêts voisines que furent exterminés les Juifs du ghetto de Kaunas.

## Population
Recensements (*) ou estimations de la population :
| 1811  | 1823  | 1857   | 1863   | 1897*  | 1923*  | 1931    |
| ----- | ----- | ------ | ------ | ------ | ------ | ------- |
| 2 500 | 5 500 | 22 000 | 23 937 | 88 560 | 92 446 | 100 000 |

| 1939*   | 1945   | 1959*   | 1970*   | 1979*   | 1989*   | 2001*   |
| ------- | ------ | ------- | ------- | ------- | ------- | ------- |
| 155 460 | 80 000 | 214 348 | 305 116 | 370 419 | 422 931 | 378 943 |

| 2011    | 2012    | 2013    | 2014    | 2015    | 2016    | 2017    |
| ------- | ------- | ------- | ------- | ------- | ------- | ------- |
| 315 993 | 310 773 | 306 888 | 304 012 | 301 357 | 297 846 | 292 691 |

| 2018    | 2019    | 2020    | 2021    | 2022    | - | - |
| ------- | ------- | ------- | ------- | ------- | - | - |
| 288 363 | 286 754 | 289 364 | 298 753 | 297 906 | - | - |

## Administration
La ville est divisée en 11 seniūnijos :
- Aleksotas,
- Centras (lt),
- Eiguliai (lt),
- Dainava (Kaunas) (lt),
- Gričiupis (lt),
- Panemunė,
- Petrašiūnai (lt),
- Šančiai (lt),
- Šilainiai (lt),
- Vilijampolė,
- Žaliakalnis (lt).

## Enseignement et culture
L’université de Kaunas, fondée en 1922, fermée par les Soviétiques en 1950, rouverte en 1989, porte le nom d’université Vytautas-Magnus. Elle comporte dix facultés :
- Sciences humaines,
- Économie et gestion,
- Sciences,
- Informatique,
- Arts,
- Travail social,
- Sciences sociales,
- Théologie catholique,
- Sciences politiques et diplomatie,
- Droit.

Il existe également une université de technologie.
Le Centre culturel de Kaunas diverses nations a ouvert en 2004.

## Transports

### Aérien
La ville dispose d'un aéroport, servant notamment de hub à la compagnie aérienne irlandaise Ryanair.

### Ferroviaire
La gare de Kaunas est un important nœud ferroviaire en Lituanie.

## Sports
Kaunas possède un club de basket-ball et handball très renommé : le Žalgiris et le Granitas. C'est à Kaunas que se trouve le stade Darius-Girenas de l'équipe lituanienne de football.
- FK Kauno Žalgiris club de football;
- FC Stumbras club de football.

## Monuments
- Hôtel de ville baroque.

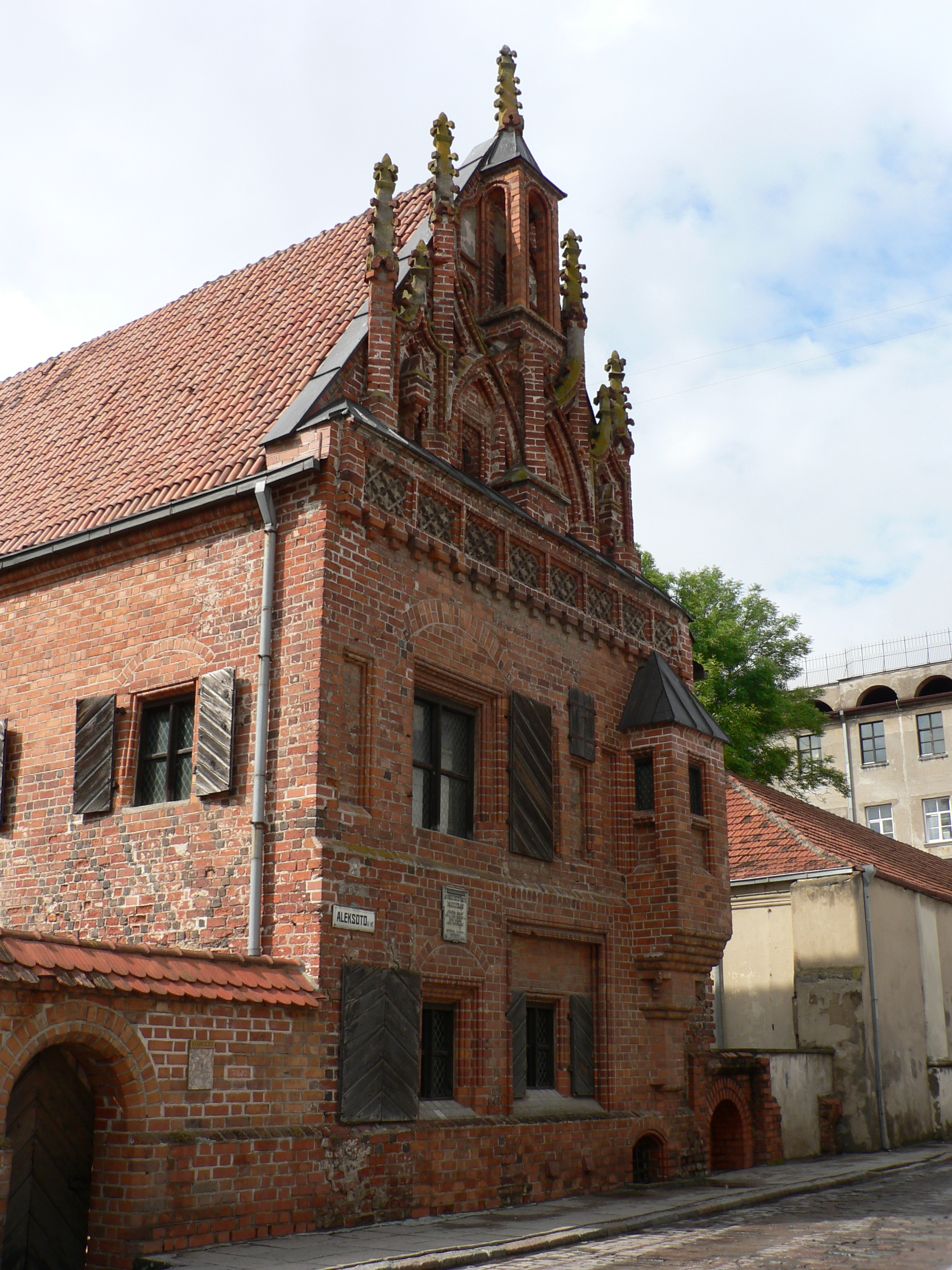
Maison de Perkūnas à Kaunas.

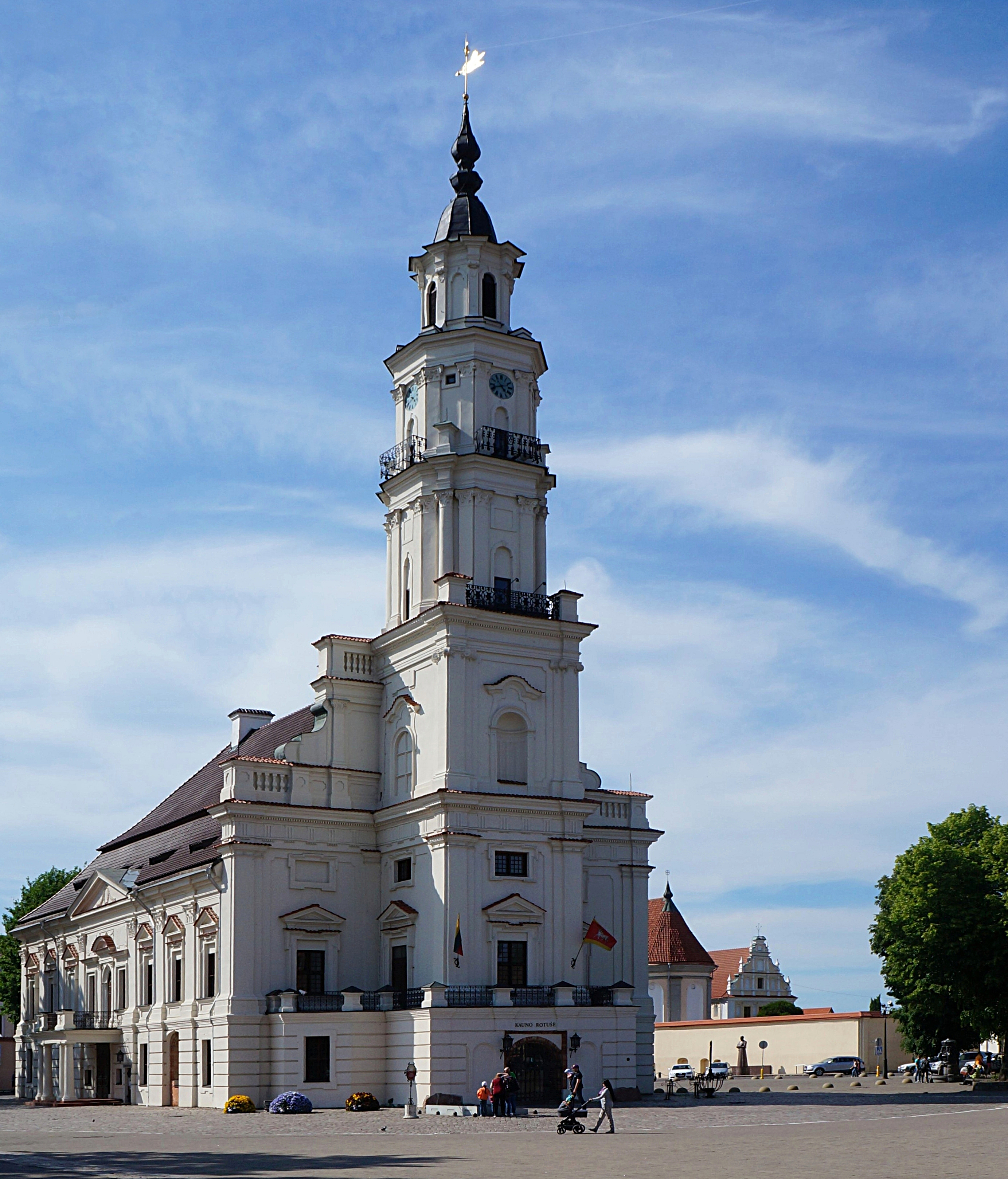
L'Hôtel de ville de Kaunas.

- Maison de Perkūnas (style gothique, construite vers 1500).
- Manoir Aukštoji Freda
- Palais présidentiel historique
- Pont ferroviaire de Kaunas.

## Musées et églises

### Art
- Le musée du diable (musée d'Antanas Žmuidzinavičius (en)).
- La galerie de dessins de Kaunas.
- Le musée Mykolas-Žilinskas.
- Le musée national d'art Mikalojus-Konstantinas-Čiurlionis : il comprend une grande collection d’œuvres de Čiurlionis ainsi que des différents artistes qui ont marqué la Lituanie.
- Le musée de la céramique.
- Le musée consacré à L. Truikys et M. Rakauskaite.
- Le festival Kaunas Photo et la galerie de photographie Kaunas Gallery.

### Histoire
- Le musée du Neuvième fort.
- Le musée du Septième Fort.
- Le musée de la Déportation et de la Résistance (support papier en français).
- La maison Sugihara.
- Le Musée de la guerre-Vytautas le Grand.
- Le musée du KGB (section de Kaunas).

### Francophonie
La ville a accueilli un certain temps divers personnages et événements importants, en rapport avec la France (ou la Suisse), ou la langue et la culture françaises :
- Guillebert de Lannoy (1386-1462), actif lors de la Guerre du royaume de Pologne-Lituanie contre l'ordre Teutonique,
- Claire Isabelle de Mailly-Lascaris (1630-1685)[6], épouse du chancelier  Krzysztof Zygmunt Pac (en) (1621-1684), responsables de la construction du Monastère de Pažaislis,
- Louis XVIII (1755-1824), pour quelques semaines résident, entre autres lieux d'exil à partir de 1791,
- Napoléon Bonaparte (1769-1821), avec la Grande Armée, lors de la Campagne de Russie (traversée du Niémen en 1812), avec ses visites, les incidents, le cimetière des soldats français,
- Adam Mickiewicz (1798-1855), poète et écrivain polonais,
- Jean-Emmanuel Gilibert (1741-1814), botaniste
- le bateau Zemajtelj de Benoît Tyszkiewicz (1852-1935), noble polonais, photographe voyageur,
- Oscar Vladislas de Lubicz-Milosz (1877-1939), poète lituanien de langue française,
- Czesław Miłosz (1911-2004), son neveu, poète, romancier, essayiste, prix Nobel de littérature 1980,
- Ladislas Starewitch (1882-1965) ou Vladislovas Starevičius, pionnier du cinéma d'animation (russe, polonais, lituanien, français),
- Emmanuel Levinas (1906-1995), philosophe,
- Algirdas Julien Greimas (1917-1992),
- Josef Ehret (1896-1984), rédacteur, universitaire, organisateur,
- Alfred Senn (1899-1978), philologue, lexicographe,
- Franz Bender (1894-1938), linguiste,
- Ferdinand de Saussure (1857-1913), linguiste,
- Max Niedermann (1874-1954), linguiste,
- Serge Sandberg (1879-1981), producteur de cinéma,
- la Shoah en Lituanie, entre autres au Neuvième Fort,
- l'escadrille Normandie-Niemen,
- Jean-Paul Sartre (1905-1980), écrivain,

### Divers
- Le musée de la Médecine et de la Pharmacie en Lituanie
- Le musée de l’écrivain Juozas Grušas (en)
- Le musée de la musique lituanienne P. Stulga
- Théâtre dramatique de Kaunas

### Lieux de culte
- La cathédrale de Kaunas
- L'Église Saint-Georges-le-Martyr
- L’église Saint-Michel-Archange, ancienne église de la garnison impériale russe
- L’église Sainte-Gertrude
- L'église de la Sainte-Croix
- L'église de Vytautas le Grand, ou église de l'Assomption de la Bienheureuse Vierge Marie
- La Basilique de la Résurrection du Christ de Kaunas
- La Synagogue de Kaunas

## Étymologie
Bien qu'il n'existe aucune certitude, on peut supposer un adjectif médiéval kaunas ayant signifié « bas ». Kaunas serait donc la ville construite sur une terre basse. Le nom s'écrit ou s'est écrit Kowno en polonais, Kovno en russe, קאוונע (Kovne) en yiddish et Kauen en allemand.

## Personnalités liées à la commune
- Aharon Barak, ancien président de la Cour suprême d’Israël.
- Alain Stanké, auteur québécois né à Kaunas.
- Algirdas Antanas Avižienis, scientifique, recteur de l'université d'août 1990 à février 1993.
- Anna Caspari, marchande d'art juive allemande
- Arvydas Sabonis, joueur de basket-ball lituanien.
- Colonel de Basil, directeur de ballet.
- Emma Goldman, anarchiste et féministe.
- Laima Griciūtė, oncologue, docteure en sciences biomédicales.
- Bronislav Grombtchevsky (1855-1926), explorateur et officier polonais, né à Kaunas.
- Lazar Krestin, peintre juif, élève d'Isidor Kaufmann, né à Kaunas.
- Emmanuel Levinas, philosophe français d’origine juive lituanienne.
- Gilbert Zaksas, député de la Haute-Garonne (France).
- Henrikas Daktaras, chef mafieux implanté avec son clan à Kaunas.
- Julian Talko-Hryncewicz, médecin et anthropologue polonais.
- Sara Ginaite, résistante lituano-canadienne pendant la Seconde Guerre mondiale.
- Valdas Adamkus, ancien président de la République de Lituanie.
- Pauline Newman (syndicaliste) syndicaliste américaine
- Vlado Perlemuter, pianiste d'origine juive spécialiste entre autres de Maurice Ravel.
- Zvi Grilikhes, économiste né à Kaunas.
- Žydrūnas Ilgauskas, joueur de basket-ball lituanien.
- Władysław Komar (1940-1998), athlète polonais, champion olympique du lancer du poids.
- Vladas Česiūnas (1940-2023), céiste, champion olympique et du monde.
- Jacob Joseph (1848-1902), rabbin orthodoxe américain d'origine lituanienne est le premier et le dernier Grand-rabbin de New York.
- Rivka Wolbe (1923-2018), fille du rabbin Avraham Grodzinski, le plus important disciple du rabbin Nosson Tzvi Finkel, le Alter de Slobodka, Mashgiach Ruchani (superviseur) de la Yechiva de Slobodka, mort dans le Ghetto de Kovno, durant la Seconde Guerre mondiale. Auteur d'un livre de mémoire sur sa vie durant la Shoah.
- Silvester Belt , chanteur, auteur-compositeur, qui représente la Lituanie au concours de l'eurovision 2024.

## Jumelages
La ville de Kaunas est jumelée avec :
- Arrondissement de Lippe (Allemagne)
- Bila Tserkva (Ukraine)
- Kharkiv (Ukraine)
- Wrocław (Pologne)
- Tampere (Finlande)
- Brno (Tchéquie)
- Växjö (Suède)
- Linköping (Suède)
- Grenoble (France)
- Los Angeles (États-Unis)
- Xiamen (Chine)
- Comté de Vestfold (Norvège)
- Odense (Danemark)
- Kaliningrad (Russie)
- Ferrare (Italie)
- Tartu (Estonie)
- Linz (Autriche)
- Comté de Hordaland (Norvège)
- Tioumen (Russie)
- Région d’Émilie-Romagne (Italie)
- Białystok  (Pologne)
- Canelli (Italie)
- Brescia  (Italie)